# Halenbrücke
Le Halenbrücke (en allemand : Pont Halen) est un pont situé à Berne en Suisse. Il franchit l'Aar.

## Situation
Le pont est situé en aval de la ville de Berne sur le cours de l'Aar. Il relie le quartier bernois de Neufeld (au sud) à la commune de Kirchlindach (au nord). Il enjambe l'Aar à 40 mètres de hauteur, sur une portée de 237 mètres. Il est utilisé pour le trafic routier.

## Histoire
Le pont a été construit entre 1912 et 1913 par des ingénieurs zurichois, Eisenbeton-Bauten J.Bolliger.

## Classement
Le Halenbrücke est inscrit sur la Liste des biens culturels d'importance nationale dans le canton de Berne.

## Sources
- (de) Cet article est partiellement ou en totalité issu de l’article de Wikipédia en allemand intitulé « Halenbrücke » (voir la liste des auteurs).